# Ydre rum-traktaten
Ydre rum-traktaten (Outer Space Treaty), som formelt kaldes traktaten for principper vedrørende aktiviteter for lande for udforskning og brug af det ydre rum, inklusiv Månen og himmellegemer i rummet, er en traktat, som fungerer som basis for international lov i rummet. Traktatet blev underskrevet af USA, Storbritannien og Sovjetunionen den 27. januar 1967 og trådte i kraft den 10. oktober 1967. Maj 2025 har 117 lande underskrevet og ratificeret traktaten, mens yderligere 27 har underskrevet, men ikke ratificeret den.

## Nøglepunkter i traktaten
Ydre rum-traktaten repræsenterer fundamentet for praksis af jura i det internationale rum. En af principperne i traktaten bandlyser placering af kernevåben og andre masseødelæggelsesvåben i kredsløb om Jorden, installering af disse på Månen eller på andre himmellegemer i rummet og andre placering af disse i det ydre rum. Traktaten begrænser brug af Månen og andre himmellegemer i rummet til fredelige formål og forbyder også test af våben af enhver slags, udførsel af militære operationer og etablering af militære baser og installationer. Traktaten forbyder dog ikke placering af konventionelle våben i kredsløb.
Traktaten forbyder eksplicit enhver regering at gøre krav på himmellegemer som Månen eller en planet, siden disse tilhører menneskeheden som helhed. Art. II af traktaten konstaterer, at det ydre rum, inklusiv Månen og andre himmellegemer ikke kan gøre krav på af lande på nogen måde. Dog tilhører objekter opsendt i rummet stadig de lande/organisationer, som har opsendt dem.

## Ansvar for aktiviteter i rummet
Artikel VI af ydre rum-traktaten beskriver international ansvar og konstaterer, at aktiviteter af organisationer, som ikke er regeringer, i det ydre rum, inklusiv Månen og andre himmellegemer, skal have tilladelse fra og tillade løbende inspektioner af et land, som har underskrevet og ratificeret traktaten, og dette land har dermed ansvaret for de aktiviteter, som organisationen udfører.
En klasul i Artikel IX af traktaten konstaterer, at hvis et land, som har underskrevet og ratificeret traktaten, har grund til at tro, at en operation eller et eksperiment planlagt af et andet land i det ydre rum, inklusiv Månen og andre himmellegemer, har potentielt skadelige følgevirkninger vedrørende fredelig udforskning af rummet, inklusiv Månen og andre himmellegemer, så har landet ret til at kræve en undersøgelse af operationen eller eksperimentet.